# دايفيد باركر
دايفيد باركر (بالإنجليزية: David Parker)‏ هو مهندس ومهندس الصوت أمريكي، ولد في 1951.

## وصلات خارجية
- دايفيد باركر على موقع IMDb (الإنجليزية)
- دايفيد باركر على موقع قاعدة بيانات الفيلم (الإنجليزية)